# Mesoleius abdominalis
Mesoleius abdominalis là một loài tò vò trong họ Ichneumonidae.